# ASICS
ASICS (アシックス Ashikkusu?) (stilizat ca asics) este o companie japoneză care produce echipament sportiv pentru atleți, încălțăminte pentru mai multe tipuri de sporturi, în special pentru alergători profesioniști. Numele companiei este reprezentat de acronimul maximei latine „anima sana in corpore sano”, care se traduce prin „o minte sănătoasă într-un corp sănătos”. În ultimii ani, pantofii pentru alergat pe care îi produce această companie sunt printre cei mai performanți și mai apreciați din lume.

## Legături externe
- ASICS Worldwide